# Zoltán Pál Dienes
Zoltán Pál Dienes (Budapest, 11 de septiembre de 1916 – Nueva Escocia, 11 de enero de 2014) fue un matemático húngaro cuyas ideas sobre la educación (especialmente de niños pequeños) han sido populares en algunos países. 

## Trayectoria
Dienes fue un teórico de fama mundial y un practicante incansable de la matemática moderna, un enfoque del aprendizaje de las matemáticas que utiliza juegos, canciones y bailes para hacerlo más atractivo a niñas y niños. Se le atribuye la creación de los Bloques en base 10, popularmente conocidos como los "Bloques lógicos de Dienes".
La vida y las ideas de Dienes aparecen descritas en su autobiografía Memoirs of a Maverick Mathematician, y su libro de juegos matemáticos, I Will Tell You Algebra Stories You've Never Heard Before. También publicó un libro de poesía, Calls from the Past.
Sus últimas contribuciones han sido descritas por Bharath Sriraman en la revista The Mathematics Enthusiast.